# Synthetische Bewertungsmethode
Der Begriff synthetische Bewertungsmethode stammt aus der Stromversorgungsverordnung der Schweizerischen Elektrizitätskommission (ElCom). Artikel 13 Absatz 4 der StromVV sieht vor, falls die ursprünglichen Anschaffungs- bzw. Herstellungskosten für bestehende Anlagen ausnahmsweise nicht mehr festgelegt werden können, dass diese nach der sog. synthetischen Methode (verbreitet auch synthetische Netzbewertung) zu berechnen sind. Im Rahmen dieser Methode werden die Wiederbeschaffungspreise transparent mit sachgerechten, offiziell ausgewiesenen Preisindizes auf den Anschaffungs- bzw. Herstellzeitpunkt zurückgerechnet.

## Beweggründe für diese Methode
Bevor es eine staatlich ermittelte Preisindex gab, wurde von den Netzbetreibern für die Rückindexierung häufig der Produzenten- und Importpreisindex (PPI) herangezogen. Dieser ist jedoch für das Verteil- und Übertragungsnetz nicht repräsentativ, da die Komponenten, die zur Erstellung von elektrischen Anlagen eingesetzt werden, nur einen sehr geringen Anteil des PPI ausmachen oder nicht im PPI enthalten sind. Aus diesem Grund ist der PPI für die Ermittlung der Anschaffungs- bzw. Herstellkosten bei Anlagen des Übertragungs- und Verteilnetzes nicht sachgerecht. Um die Preisentwicklungen adäquat wiederzugeben, ist es von zentraler Bedeutung, dass der verwendete Index bezüglich den zu indexierenden Anlageklassen sachgerecht ist. Zu diesem Zweck wurden spezifischen Indizes für die Anlageklassen des Schweizer Stromnetzes erarbeitet.
In Zusammenarbeit mit der Schweizer Strombranche wurden wichtige Anlageklassen des Schweizerischen Stromnetzes unterschieden und deren wesentlichen Komponenten sowie ihre Anteile identifiziert. Neben vier Anlageklassen bei Kabel- und Freileitungen (Höchst-, Hoch-, Mittel- und Niederspannung) werden zwei Unterwerkskategorien (NE 2 und 4) sowie Transformatorenstationen NE 6 und Rohranlagen-Trassees auf der Mittel- und Niederspannungsebene unterschieden. Es ist für die Strombranche zentral, dass diese Bewertung korrekt durchgeführt wird um eine möglichst hohe Transparenz bei den Kapitalkosten für die einzelnen "Netzebenen" zu erhalten.

## Beispiel
Bei der Überprüfung der vorhandenen Anlagen fand der lokale Versorgungsbetrieb heraus, dass eine Mittelspannungsfreileitung vor 20 Jahren nicht aktiviert wurde. Zudem fehlte die Bauabrechnung. Da dies nicht mit den Anforderungen der modernen Strommärkte vereinbar ist, entschied sich der Versorgungsbetrieb diese Anlage korrekt in die Anlagebuchhaltung aufzunehmen und zu bewerten, weil mit dieser Leitung ja weiterhin Strom übertragen bzw. nutzbar wird. Diese Anlagekosten wurden nun synthetisch bewertet.

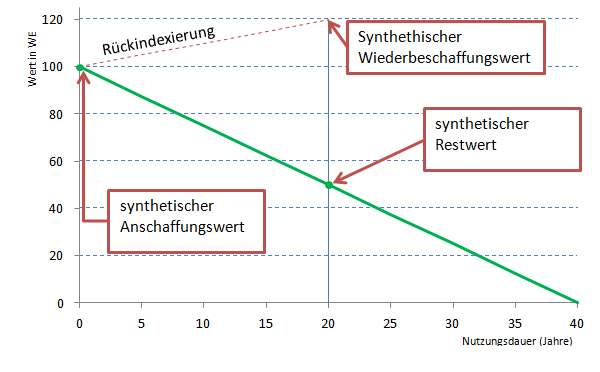
Methodological Approach for a synthetic assessment

In diesem Beispiel hat diese Freileitung einen Wiederbeschaffungswert von 120 Währungseinheiten. Die Rückindexierung auf den theoretischen Aktivierungszeitpunkt vor 20 Jahren ergibt einen Wert von 100 Währungseinheiten (WE). Die Abwertung auf heute findet nun theoretisch statt und ergibt dann einen Restwert von 50 WE bei einer voraussichtlichen Nutzungsdauer von 40 Jahren.